# Maggie Gyllenhaal
Margolit Ruth "Maggie" Gyllenhaal ([ˈdʒɪlənhɔːl]?; født 16. november 1977) er en amerikansk skuespillerinde. Hun er datter af instruktør Stephen Gyllenhaal og filmmanuskriptforfatter Naomi Foner Gyllenhaal (née Achs) og er storesøster til skuespiller Jake Gyllenhaal. Hun havde sin filmdebut, da hun begyndte at medvirke i sin fars film. Gyllenhaal modtog anerkendelse for sin birolle i kultfilmen Donnie Darko fra 2001. Hendes gennembrudsrolle var i den sadomasochistiske romantiske film Secretary, for hvilken hun modtog stor anmelderros og en Golden Globe-nominering.
Gyllenhaal har medvirket i et bredt udvalg af film, inklusiv filmen Sherrybaby (2006), for hvilken hun modtog en Golden Globe-nominering, den romantiske komedie Trust the Man (2006) og storbudgetsfilm såsom World Trade Center (2006) og The Dark Knight (2008). Hun medvirkede også i musicaldramaet fra 2009, Crazy Heart, for hvilken hun modtog en Oscar-nominering. Gyllenhaal har også medvirket i teaterstykker, såsom Closer (2000) og tv-produktioner, såsom Strip Search (2004).

## Opvækst
Gyllenhaal blev født i New York City, som datter af filminstruktør Stephen Gyllenhaal og filmproducer og screenwriter, Naomi Achs. Maggies lillebror er også en kendt skuespiller, nemlig Jake Gyllenhaal. Gyllenhaal er af svensk afstamning, og hendes sidste svenske slægtning er hendes tip-oldefar, Anders Leonard Gyllenhaal.
Gyllenhaal voksede op i Los Angeles og dimitterede fra Harvard-Westlake prep-school. Hun dimitterede fra Columbia University i 1999 med en bachelorgrad i litteratur og østlige religioner, og hun tilbragte en sommer ved at studere ved Royal Academy of Dramatic Arts.

## Karriere
Gyllenhaals første roller fik hun pga. sin far. Waterland (1992), hendes spillefilmsdebut, A Dangerous Woman (1993), og Homegrown (1998); de to sidste medvirkede hendes bror også i. Efter hun dimitterede fra college, havde hun en del biroller i film som; 40 Days and 40 Nights, Riding in Cars with Boys og Cecil B. DeMented. Paper Magazine har beskrevet disse roller, inklusive hendes rolle som Donnie Darkos søster, i hvilken film hun spiller overfor sin rigtige lillebror, Jake, som "the girl you're not supposed to notice".
Gyllenhaals gennembrudsrolle var i den sorte komedie Secretary (2002), en film om to mennesker, der begiver sig ud for at gøre BDSM til en livsstil. Filmen skaffede Gyllenhaal verdensomspændende anerkendelse og en Golden Globe nomination. Det var første gang at Gyllenhaal optrådte fuldkommen nøgen. Selvom at Gyllenhaal var imponeret over manuskriptet, havde Gyllenhaal spekulationer om at lave filmen, som kunne sende antifeminitisk signaler. Men efter nøje diskussion med filmens instruktør, Steven Shainberg, om manuskriptet, sagde hun ja til projektet. Selv insisterer Shainberg ikke at have udnyttet hende, men Gyllenhaal har udtalt, at hun havde følt sig "en smule udnyttet", og hun at hun, set i bakspejlet, havde indvilget i nogle scener, som hun ønskede, hun ikke havde gjort alligevel.
Gyllenhaal havde derefter en del biroller i film som Spike Jonze / Charlie Kaufman komedien Adaption, og Mona Lisa Smile overfor Julia Roberts. Hun har også medvirket i film som John Sayles's Casa de los Babys, og Criminal med John C. Reilly og Diego Luna. En anden bemærkelsesværdi medvirken var i Happy Endings, i hvilken hun spillede en sanger og hun indspillede også sange til filmens soundtrack.
Hun har for nylig spillet med i kærlighedsfilmen af Harold Crick sammen med Will Ferrell i Stranger Than Fiction.
Gyllenhaal har også medvirket i teateropsætninger. Hun spillede Alice i Mark Taper Forums produktion af Patrick Marbers Closer, og hun optrådte i Tapers produktion af Tony Kushners Homebody/ Kabul. Kushner gav Gyllenhaal rollen i Homebody/ Kabul pga. hendes fremragende optræden i Closer.
I april 2003 holdt Gyllenhaal sit første foredrag på University of North Carolina på Chapel Hill. Hendes tale handlede om kritik af filmindustrien og hvordan hendes karriere havde været hidtil. Det følgende år blev Gyllenhaal inviteret til at blive medlem af Academy of Motion Picture Arts and Sciences.
Ud over at spille skuespil, har hun også været model for Miu Miu, Reebok og Agent Provocateur, og hun var den første, der indlæste den uforkortede lydbog af Sylvia Plaths roman Bell Jar.
I 2007 har hun arbejdet på filmen The Dark Knight, efterfølgeren til Batman Begins, i hvilken hun afløste Katie Holmes som Rachel Dawes. Gyllenhaal skulle også have spillet "Suky" i The Private Lives of Pippa Lee, men hun trak sig inden optagelserne begyndte. Hun er blevet afløst af Maria Bello.

## Privat
Gyllenhaal har været i et forhold med skuespilleren Peter Sarsgaard, siden 2002. De annoncerede deres forlovelse i april 2006. Deres første datter Ramona, blev født den 3. november 2006 og anden datter, Gloria Ray, blev født den 19. april, 2012.[kilde mangler] De er bosat i Brooklyn. Sarsgaard er nære venner med hendes bror, Jake, og Peter og Jake medvirker begge i krigsfilmen Jarhead.
I november 2007 begyndte Maggie frivilligt at hjælpe med at rejse midler til Trickle Up, en non-profit organisation, der hjælper folk med at tage det første skridt ud af fattigdommen, ved at hjælpe dem med at opstarte en mikrovirksomhed. I den seneste fundraising-kampagne har Maggie hjulpet med design og fremme en halskæde, der koster $ 100, hvor hele udbyttet går til velgørenhed.
Gyllenhaal er desuden politiske aktiv som demokrat og, ligesom hendes bror og forældre, støtter hun American Civil Liberties Union. Før Den amerikansk-ledet invasion af Irak deltog hun i anti-krig-demonstrationer. Derudover er hun aktivt involveret i kampen for menneskerettigheder, frihed til det enkelte individ og anti-fattighedskampagner.[kilde mangler]

## Filmografi
| År   | Titel                           | Rolle               | Bemærkninger                                  |
| ---- | ------------------------------- | ------------------- | --------------------------------------------- |
| 1992 | Waterland                       | Maggie Ruth         |                                               |
| 1993 | A Dangerous Woman               | Patsy               |                                               |
| 1996 | Shattered Mind                  | Tøjekspedient       | TV-film                                       |
| 1998 | Homegrown                       | Christina           |                                               |
| 1998 | The Patron Saint of Liars       | Lorraine Thomas     | TV-film                                       |
| 1999 | Resurrection                    | Mary                | TV-film                                       |
| 2000 | The Photographer                | Mira                |                                               |
| 2000 | Cecil B. DeMented               | Raven               |                                               |
| 2001 | Riding in Cars with Boys        | Amelia Forrester    |                                               |
| 2001 | Donnie Darko                    | Elizabeth Darko     |                                               |
| 2002 | Confessions of a Dangerous Mind | Debbie              |                                               |
| 2002 | Adaptation                      | Caroline Cunningham |                                               |
| 2002 | 40 Days and 40 Nights           | Sam                 |                                               |
| 2002 | Secretary                       | Lee Holloway        | Golden Globe-nominering                       |
| 2003 | Mona Lisa Smile                 | Giselle Levy        |                                               |
| 2003 | Casa de los babys               | Jennifer            |                                               |
| 2004 | Criminal                        | Valerie             |                                               |
| 2004 | Strip Search                    | Linda Sykes         | TV-film                                       |
| 2005 | The Great New Wonderful         | Emme                |                                               |
| 2005 | Happy Endings                   | Jude                |                                               |
| 2006 | Stranger than Fiction           | Ana Pascal          |                                               |
| 2006 | Trust the Man                   | Elaine              |                                               |
| 2006 | Sherrybaby                      | Sherry Swanson      | Golden Globe-nominering                       |
| 2006 | Paris, je t'aime                | Liz                 | Kun som Segment "Quartier des Enfants Rouges" |
| 2006 | World Trade Center              | Allison Jimeno      |                                               |
| 2006 | Monster House                   | Elizabeth "Zee"     | Kun som stemme                                |
| 2008 | The Dark Knight                 | Rachel Dawes        |                                               |